# Poecilimon soulion
Poecilimon soulion är en insektsart som beskrevs av Willemse, L.P.M. 1987. Poecilimon soulion ingår i släktet Poecilimon och familjen vårtbitare. Inga underarter finns listade i Catalogue of Life.